# Корпілагті

Місцезнаходження Корпілагті у Фінляндії

Корпілагті (фін. Korpilahti швед. Korpilax — колишній муніципалітет у Фінляндії. Був об'єднаний з Ювяскюля 1 січня 2009 року. 

## Опис
Розташований в колишній губернії Західна Фінляндія і є частиною регіону Центральна Фінляндія.  
У 2003 році населення муніципалітету становило 5016 осіб. Крім того, близько 4500 чоловік відвідують 2000 дач в літню пору. 
Площа — 794.62 км ² з яких 177,44 км² вода. Щільність населення становить 6,3 чоловік на км². Муніципалітет є фінськомовним. Раніше також був відомий як «Корпілакс» у шведських документах, але нині його називають «Корпілагті» також шведською мовою. У політичному житті Корпілагті домінує партія Фінляндський центр.  
Корпілагті — один із найбідніших муніципалітетів у Фінляндії з рівнем безробіття 14,4 % (2002). 
Корпілагті відносно добре відомий своєю гарною природою, горами і близько 200 озерами. Пяййянне, друге за величиною озеро у Фінляндії, частково лежить в області Корпілагті. 

## Відомі уродженці
- Рафаель Гаарла (1876—1938) — фінський підприємець-промисловець, комерційний радник і правий політик.
- Альвар Кавен (1886—1935) — фінський художник-експресіоніст.